# Бамако (аеропорт)
Міжнародний аеропорт Бамако (IATA: BKO, ICAO: GABS) — головний аеропорт Малі, розташований приблизно за 15 кілометрів (9,3 милі) на південь від центру Бамако (столиці Малі) в Західній Африці. Це єдиний міжнародний аеропорт країни. Ним керує Aéroports du Mali (ADM). Його діяльність контролює міністерство обладнання та транспорту Малі.
Заплановане збільшення довжини злітно-посадкової смуги до 10 444 футів / 3 180 м завершено до 9 березня 2010 року як частина Mali MCC.